# Mimela palauana
Mimela palauana är en skalbaggsart som beskrevs av Ohaus 1910. Mimela palauana ingår i släktet Mimela och familjen Rutelidae. Inga underarter finns listade i Catalogue of Life.